# Józef Oborski
Józef Oborski (ur. ok. 1737, zm. po 1797) – kasztelan ciechanowski, konsyliarz Rady Nieustającej w 1784 roku, marszałek dworu prymasa w latach 1785–1794, komendant jego milicji nadwornej i starosta generalny miast arcybiskupich. 
Syn Baltazara i Teresy z Szydłowskich, brat Onufrego. 
Jako chorążyc liwski elektor Stanisława Augusta Poniatowskiego z ziemi liwskiej w 1764 roku. W nocy z 3 na 4 listopada 1771 brał udział w pościgu za konfederatami, którzy porwali króla. Został wówczas pułkownikiem wielkim koronnym. Od 1780 członek Rady Nieustającej. Sędzia sejmowy piątej kadencji w 1784 i 1788. W 1788 podpisał akt konfederacji warszawskiej. Początkowo zwolennik konstytucji 3 maja. Przystąpił do konfederacji targowickiej, delegowany przez nią do Sądu Asesorskiego Koronnego, członek konfederacji grodzieńskiej 1793 roku. Na sejmie grodzieńskim 1793 stał się powolnym narzędziem w rękach posła rosyjskiego Jakoba Sieversa. Podpisał traktaty rozbiorowe z Rosją (22 lipca) i Prusami (25 września), za co dostał od Katarzyny II sygnet z brylantami. W 1784 otrzymał Order Świętego Stanisława, a w 1786 został kawalerem Orderu Orła Białego.
Od 27 sierpnia 1769 był żonaty z Petronelą Ossowską, przyjaciółką pruskiego generała Lentulusa i prymasa Michała Poniatowskiego. Pozostawił dwóch synów: Kazimierza (w rzeczywistości był on synem prymasa Poniatowskiego) i Antoniego Aleksandra oraz córkę Teresę, żonę Marcelego Potockiego z Buczacza.